# Erzya

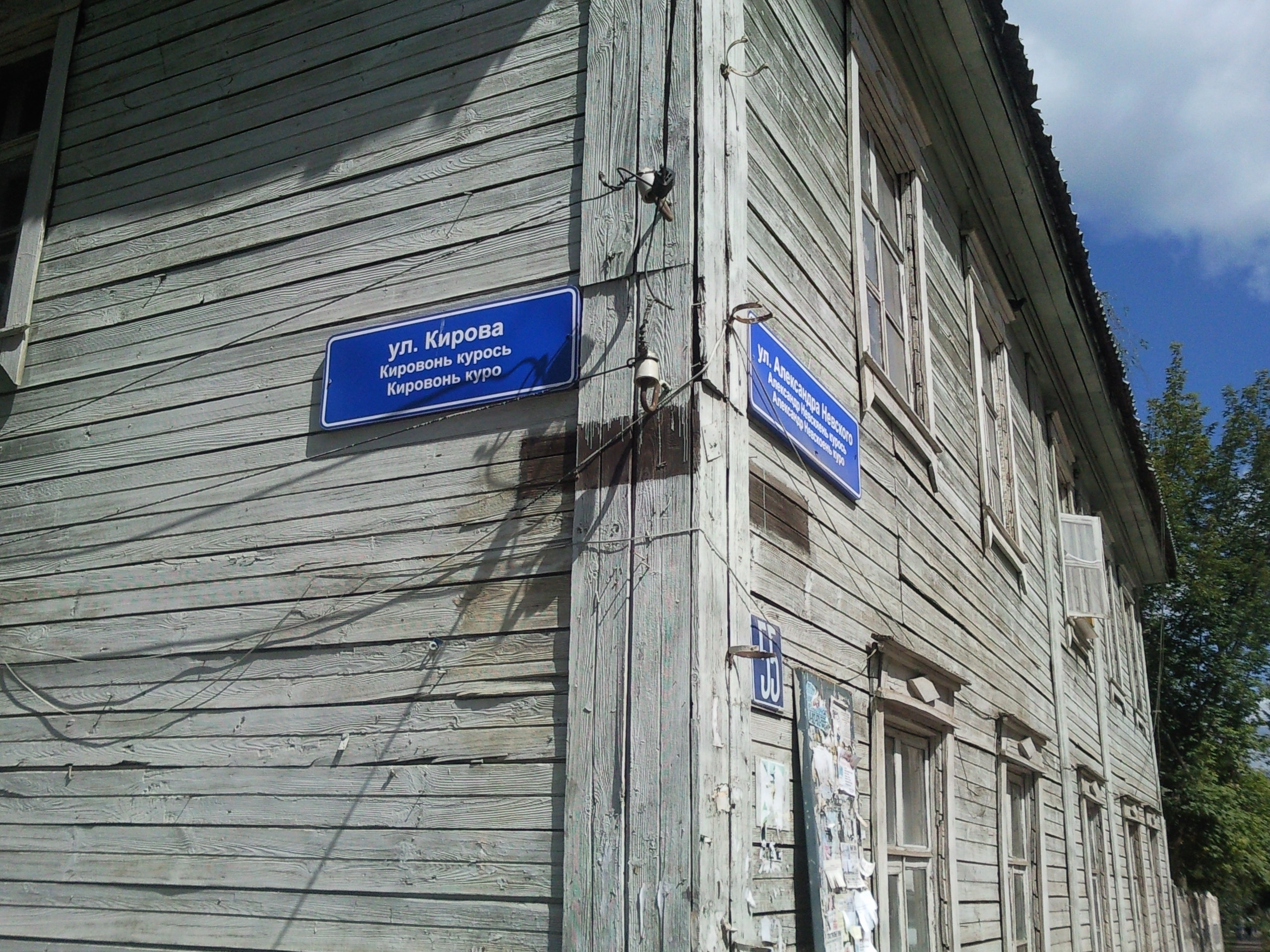
Cartell trilingüe a Saransk (Rússia) en rus, mokxa i erzya.

L'erzya (Эрзянь Кель transliterat Erzjanj Kelj) és un idioma parlat per unes 500.000 persones al nord i est de la República de Mordòvia i les províncies adjacents de Nijni Nóvgorod, Txuvàixia, Penza, Samara, Saràtov, Orenburg, Ulianovsk, Tatarstan i Baixkortostan de Rússia.
Hom també pot trobar una diàspora a Armènia, Estònia, Kazakhstan i els altres nous estats de l'Àsia central. L'erzya és escrit en alfabet ciríl·lic sense gaires modificacions de la variant usada pel rus. A Mordòvia, l'erzya és cooficial amb el moksha i el rus.
La llengua pertany a les llengües mordovianes de les llengües fino-volgaiques una sub-branca de les llengües ugrofineses. L'erzya és força proper al mokxa, però és diferenciat en llur fonètica, morfologia i vocabulari. El seu codi SIL és MYV i el ISO 639-2, myv

## Característiques
L'alfabet està format per les següents lletres: А/а, Б/б, В/в, Г/г, Д/д, Е/е, Ё/ё, Ж/ж, З/з, И/и, Й/й, К/к, Л/л, М/м, Н/н, О/о, П/п, Р/р, С/с, Т/т, У/у, Ф/ф, Х/х, Ц/ц, Ч/ч, Ш/ш, Щ/щ, Ъ/ъ, Ы/ы, Ь/ь, Э/э, Ю/ю, Я/я. Totes provenen de l'alfabet ciríl·lic però amb alguna lligadura històrica.
La llengua presenta harmonia vocàlica que afecta a la morfologia, de manera que els afixos presenten diversos al·lomorfs, uns amb vocals anteriors i els altres amb vocals posteriors que s'apliquen segons el context sil·làbic. Presenta un inventari de consonants mitjà, amb més presència de sons pertanyents als punts d'articulació alveolars i palatals. No conté en canvi cap diftong i el nombre de vocals és dels menors de la família lingüística.